# Economia de Londres

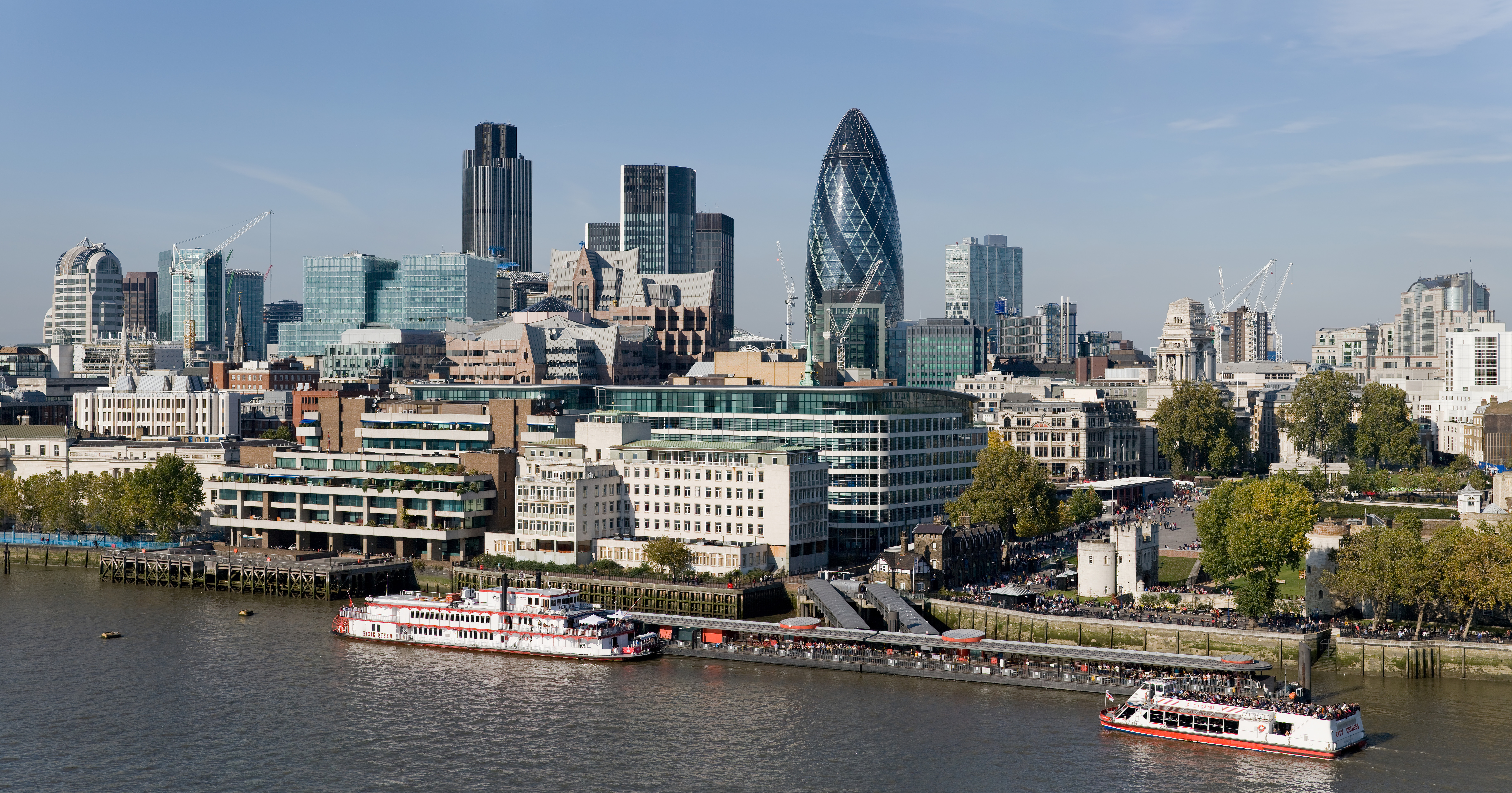
A Cidade de Londres é a cidade global que mais presta serviços financeiros no mundo, além de ser considerada um dos três grandes "centros de comando" da economia capitalista mundial

Londres, capital do Reino Unido, é o maior centro financeiro em escala global para negócios internacionais e a cidade que mais presta serviços financeiros do mundo. Considerada um dos três grandes centros mundiais que "comandam a economia capitalista" — ao lado de Nova York e Tóquio —, a capital britânica é ainda, sede de uma das maiores bolsas de valores do mundo, a London Stock Exchange (LSE).
A City of London, como é conhecida o mais importante distrito economico da cidade (e um dos principais do mundo), abriga o complexo financeiro de Canary Wharf, lar de diversas empresas com sede no Reino Unido, tais como CitiGroup, HSBC e BP Group.
Com um Produto Interno Bruto (PIB) estimado em US$565 bilhões (2008), Londres é considerada a quinta cidade mais rica do mundo, atrás apenas de Tóquio, Nova York, Los Angeles e Chicago, bem como a maior da União Europeia.

## Economia londrina

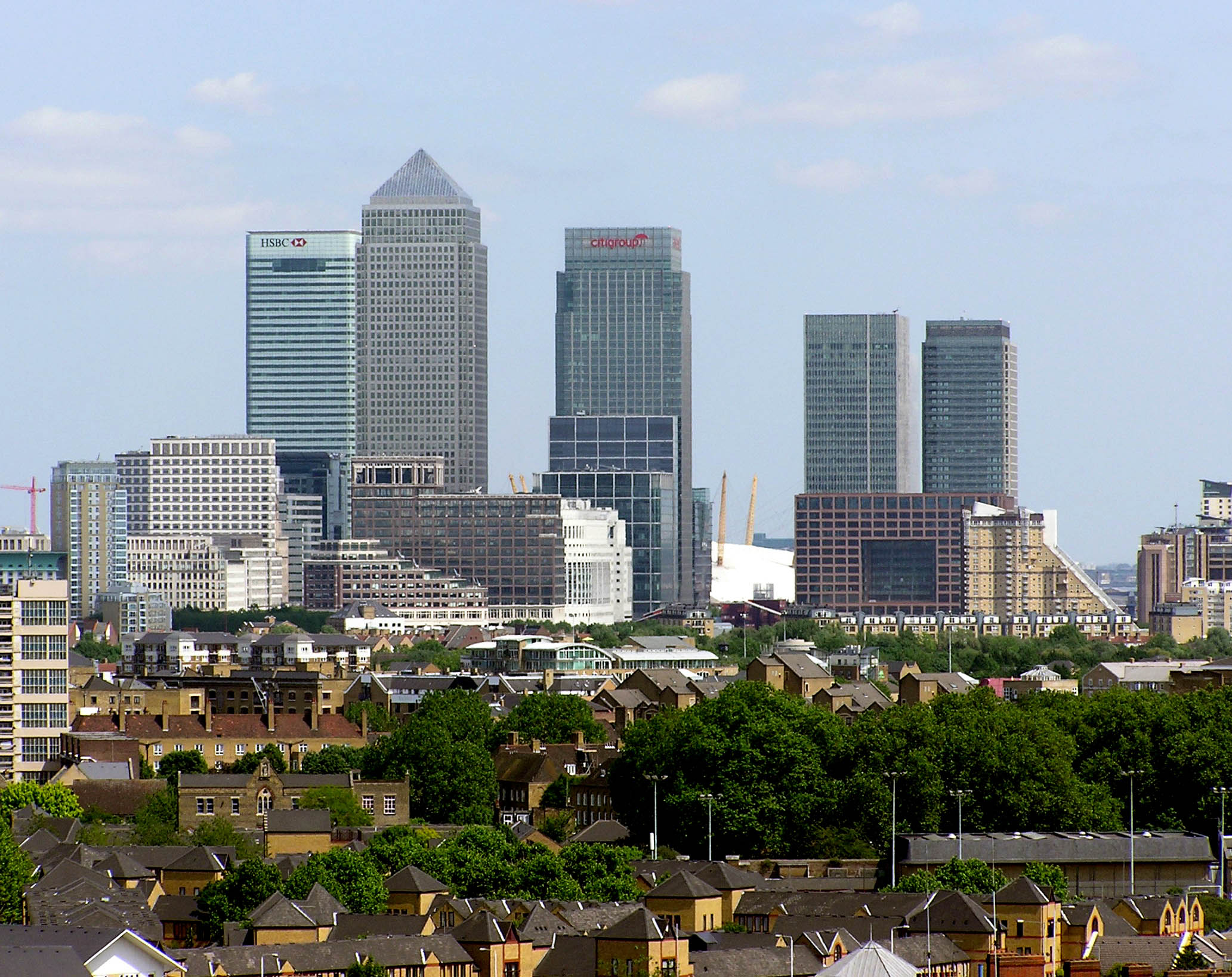
Canary Wharf a partir da Tower Bridge.

Londres destacou-se como uma das primeiras cidades mundiais (e da Europa) a ter a prestação de serviços como um dos mais importantes setores de sua economia, principalmente depois da Segunda Guerra Mundial. O sucesso global de Londres como uma indústria de serviços e centro de negócios pode ser atribuído a uma grande variedade de fatores:
- O Inglês é a língua nativa da cidade e a língua dominante no mundo dos negócios capitalistas em escala global.
- Sua posição anterior como a capital do Império Britânico, o maior do mundo por mais de 200 anos, entre os séculos XVIII e XIX.
- Ser a capital e maior cidade do Reino Unido, que figurou, por mais de cem anos, como a maior economia do mundo.
- Sua localização privilegiada dentro da União Europeia
- A relação especial entre o Reino Unido e os Estados Unidos
- Sua localização em um fuso horário central que lhe permite atuar como uma "ponte" entre os mercados dos EUA e da Ásia.
- Leis que facilitam o direito contratual em negócios internacionais.
- Impostos relativamente baixos, especialmente para estrangeiros.
- Um ambiente favorável às empresas (por exemplo, na cidade de Londres, o governo local não é eleito pela população residente, mas sim pelas empresas)
- Infraestrutura de transportes altamente qualificada, em particular a indústria londrina de aviação (principalmente o Heathrow Airport, o maior aeroporto da cidade e o maior do mundo em número de passageiros internacionais).

Atualmente, mais de 85% da população economicamente ativa da cidade (cerca de 3,2 milhões de pessoas) trabalha no setor de serviços, em grandes lojas, shoppings, supermercados. Outro meio milhão de trabalhadores residentes na Grande Londres, por sua vez, estão empregados no setor industrial, especialmente no da construção civil e de produtos manufaturados.

## Distritos financeiros

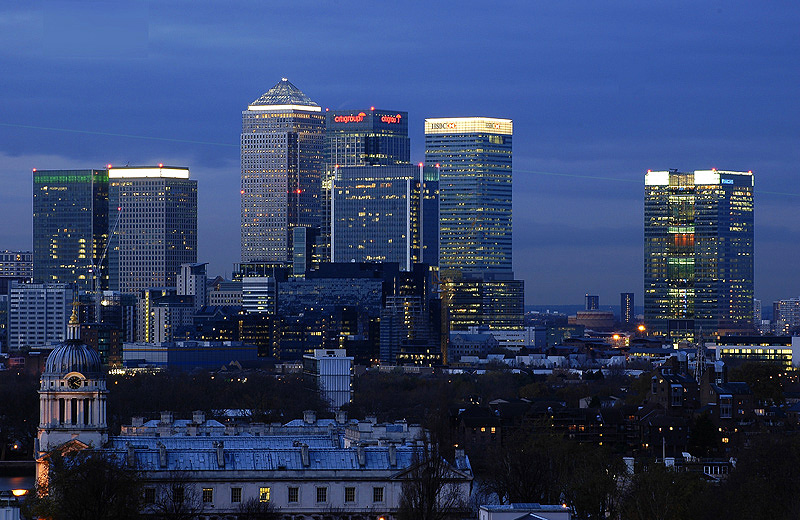
Canary Wharf à noite.

Londres tem, atualmente, cinco distritos financeiros, que estão entre os maiores do mundo: a City of London (o maior deles, abrigando ainda, a bolsa de valores da cidade), Westminster, Canary Wharf, Camden & Islington e Lambeth & Southwark.